# Хедрен, Типпи
Натали Кей «Типпи» Хедрен (англ. Nathalie Kay «Tippi» Hedren, род. 19 января 1930[…], Нью-Алм, Миннесота) — американская актриса и активистка защиты прав животных.

## Ранние годы
Натали Кэй Хедрен родилась в городе Нью-Алм в Миннесоте 19 января 1930 года в семье Дороти Хенриетты и Бернарда Карла Хедрен. Её дедушка и бабушка по отцовской линии иммигрировали в США из Швеции, а предки матери были выходцами из Германии и Норвегии. Прозвище «Типпи» она получила ещё в детстве от отца, который счёл имя Натали «слишком взрослым» для ребёнка. Будучи подростком, Типпи принимала участие в показах мод в универмагах.

## Карьера
Её семья переехала в Калифорнию, когда Хедрен ещё обучалась в средней школе, а достигнув 18 лет, она перебралась в Нью-Йорк, где началась её карьера модели. В 1950 году она дебютировала в кино в небольшой роли в музыкальной комедии «Маленькая девочка». В последующие годы она не стала продолжать сниматься и в 1950—1960-е годы сделала успешную карьеру в модельном бизнесе.

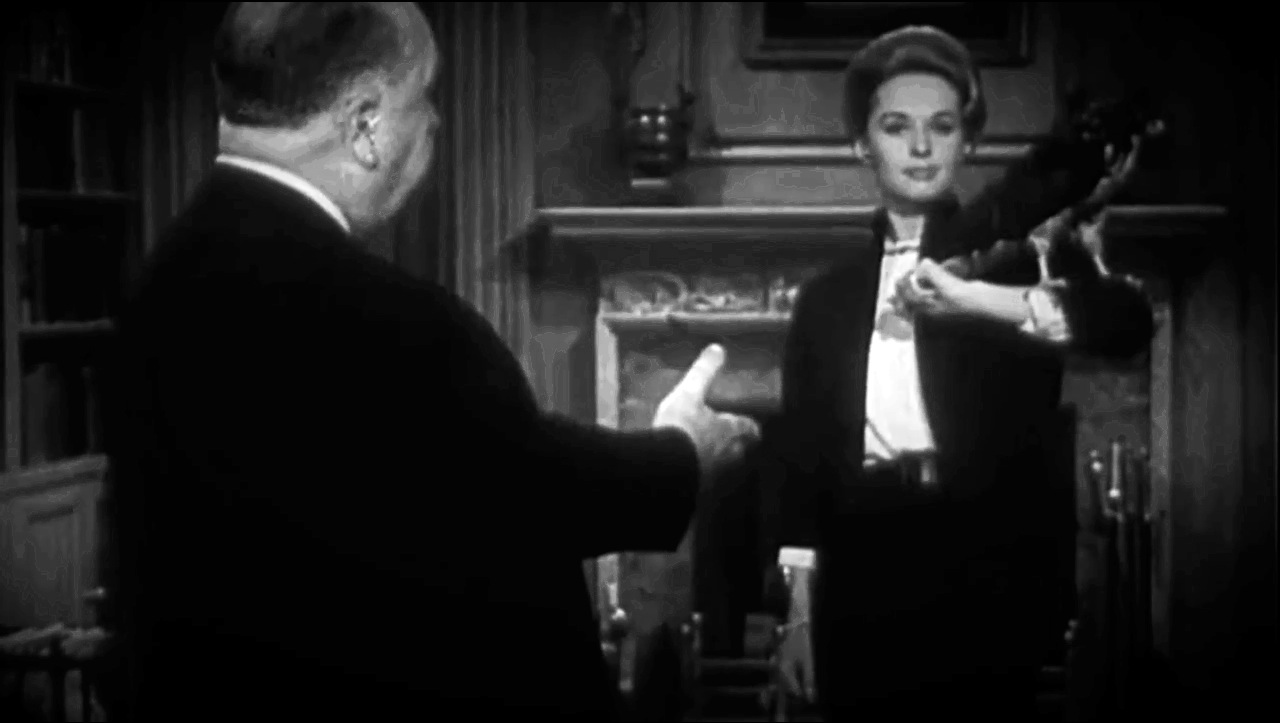
Хедрен с Альфредом Хичкоком представляет фильм «Птицы»

В 1963 году в одном из телевизионных шоу её заметил Альфред Хичкок и пригласил на роль Мелани Дэниелс в свой фильм «Птицы». Эта роль принесла актрисе премию ««Золотой глобус» в номинации «Лучшая начинающая актриса года», а её персонаж Мелани Дэниелз был включён журналом Premiere в список «100 величайших персонажей всех времён». В дальнейшем Хедрен снялась ещё в одном фильме Хичкока — психологическом триллере Марни» (1964), где её партнёром выступил Шон Коннери. В 1983 году писатель Дональд Спото опубликовал свою вторую книгу о Хичкоке «Темная сторона гения», для которой Хедрен впервые согласилась подробно рассказать о своих отношениях с режиссёром. Книга была противоречивой, так как несколько друзей Хичкока опровергали информацию. В течение многих лет после её выхода Хедрен не стремилась говорить об этом в интервью, но считала, что глава, посвященная её истории, показала Хичкока тем, кем он был на самом деле . Позже Хедрен объяснила свое долгое молчание, прежде чем рассказать свою историю: Было много причин, по которым я не хотела рассказывать эту историю. Я не хотела, чтобы этим воспользовались, исказили, выставили ситуацию ещё в ещё более ужасном свете.

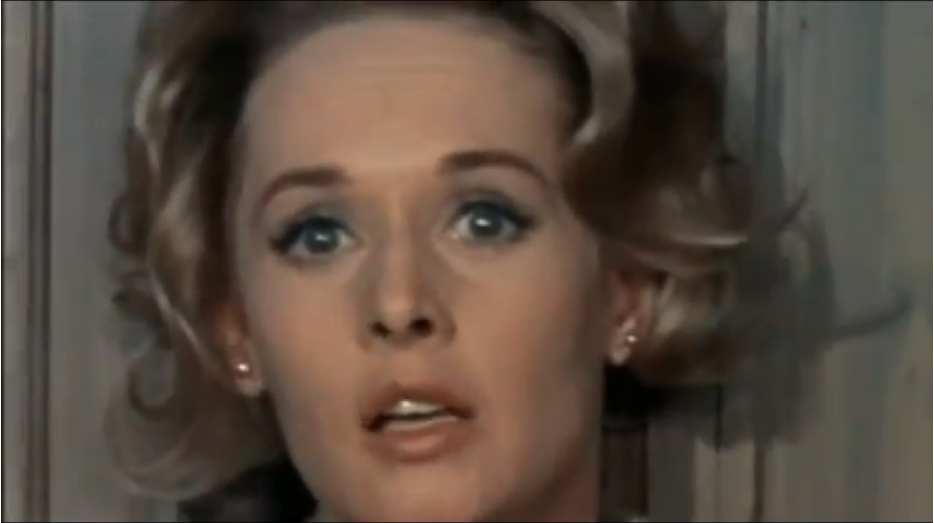
Хедрен в фильме «Птицы»

Согласно книге Спото, Хичкок пригласил двух членов своей команды во время съемок «Птиц» и попросил их внимательно следить за поведением и действиями Хедрен, когда она покидала съемочную площадку — куда она ходила, кого посещала, как проводила свободное время. Затем он советовал, что ей следует есть, с кем ей следует встречаться и как ей следует жить. Он сказал актёрам и съемочной группе, что им не разрешается с ней разговаривать. Коллега Хедрен по «Птицам», Род Тейлор, позже вспоминал: 
Хитч становился очень властным и жадным до Типпи, и ей было очень трудно. Никому не разрешалось приближаться к ней во время съемок. «Не прикасайся к девушке после того, как я крикну Снято!», ― неоднократно повторял он мне.
Хичкок также однажды попытался схватить и поцеловать Хедрен на заднем сиденье машины, когда они ехали на съемочную площадку. Она рассказала своей помощнице Пегги Робертсон и руководителю студии Лью Вассерману, что чувствует себя очень несчастной из-за всей этой ситуации.
Но он был Альфредом Хичкоком, великим и знаменитым режиссером, а я была Типпи Хедрен, неопытной актрисой, у которой не было влияния.
Она решила, что не может отказаться от своего контракта, потому что боялась попасть в чёрный список режиссёров и остаться без работы. Дочь Хедрен, Мелани Гриффит, вспоминала, что, когда та снималась в «Птицах», она считала, что Хичкок хочет забрать у неё мать.
Мне даже не разрешили навестить маму в студии.
Во время съемок фильма «Марни» Хедрен обнаружила, что поведение Хичкока по отношению к ней становится все более невыносимым.
Все знали, что он был одержим мной. Он всегда хотел выпить бокал вина или шампанского, со мной наедине, в конце дня. Он действительно изолировал меня от всех.
Хичкок рассказал Хедрен, что однажды ему приснился сон, в котором она подошла к нему и сказала: Хитч, я люблю тебя — я всегда буду любить тебя. Когда она услышала это, Хедрен ответила: Но это был сон. Просто сон. И извинилась перед ним. Она считала, что Хичкок не считался с её чувствами, и вспомнила, что была унижена после того, как он попросил её прикоснуться к нему, как раз перед съемкой сцены.
Он убедился, что никто другой не мог услышать, и его тон и взгляд ясно дали понять, что он имел в виду.
Однажды Хедрен попросила у Хичкока разрешения поехать в Нью-Йорк, чтобы выступить на The Tonight Show, где ей должны были вручить награду как самой многообещающей новой звезде. Хичкок отказался, по словам его биографа, так как он утверждал, что перерыв повлияет на её игру. Во время этой встречи он, по-видимому, сделал откровенное сексуальное предложение, которое Хедрен не смогла проигнорировать. В третьей книге Спото о Хичкоке «Очарованный красотой» Хедрен рассказала, что Хичкок на самом деле предъявлял ей оскорбительные требования. 
Он уставился на меня и просто сказал, как будто это было в порядке вещей, что с этого времени он хочет, чтобы я стала сексуально доступной для него когда и где бы он ни захотел.
 По её словам, требования Хичкока привели к ужасной потасовке между ними.
Он предъявил мне эти требования и я не могла смириться с ними.

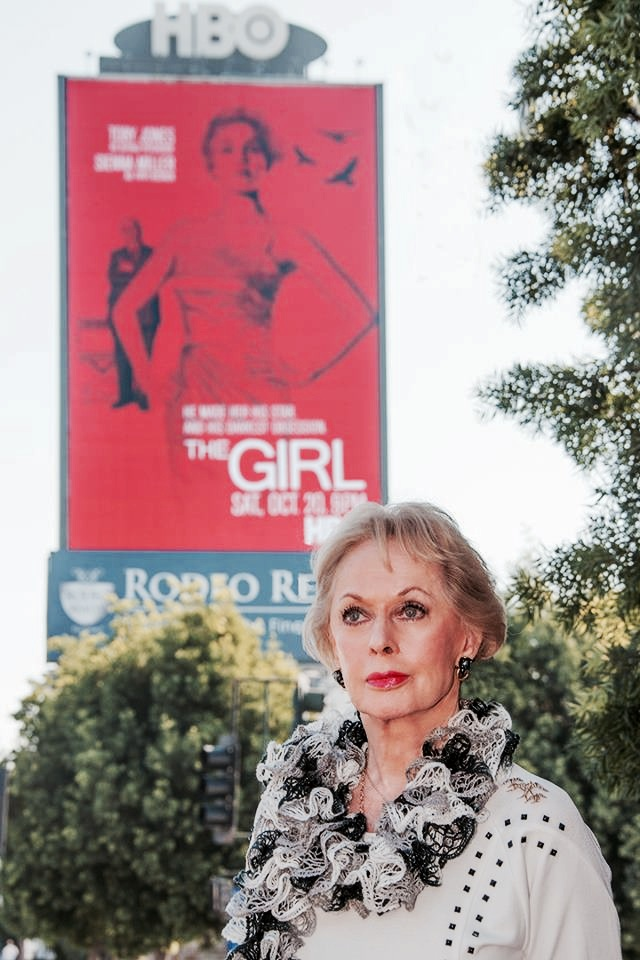
Хедрен на фоне постера фильма «Девушка» в 2012 году

Затем Хедрен заявила ему, что «Марни» будет их последним совместным фильмом, а позже вспомнила, как Хичкок сказал ей, что разрушит её карьеру.
Я сказала, что хочу расторгнуть свой контракт. Он сказал: "Ты не можешь. Тебе нужно содержать свою дочь, а твои родители стареют". Я сказала: "Никто не хотел бы, чтобы я оказалась в такой ситуации, я хочу выбраться". И он сказал: "Я разрушу твою карьеру". Я сказала: "Делай то, что должен". И он действительно разрушил мою карьеру. Он удерживал меня контрактом, платил мне за то, чтобы я ничего не делала почти два года.
Хедрен чувствовала себя настолько униженной, что однажды от отчаянья обозвала режиссёра жирной свиньей перед людьми на съемочной площадке. Хичкок только прокомментировал это своему биографу Джону Расселу Тейлору: Она сделала то, что никому не позволено делать. Она указала на мой вес. Эти двое общались только через третью сторону до конца фильма. По словам сценариста «Марни», Джея Прессона Аллена, Хичкок был без ума от Хедрен.
Сценаристка «Марни» посоветовала Хедрен закончить фильм, а затем продолжать жить своей жизнью и быть счастливой. Хотя Хичкок думал, что он мог бы наладить отношения с Хедрен и снять с ней ещё один фильм, она отказалась пересмотреть свое решение. Условия контракта Хедрен давали Хичкоку последнее слово относительно любой работы, которую она могла принять, и он использовал эту власть, чтобы отказаться от нескольких ролей в кино от её имени. Она была особенно разочарована, когда французский режиссёр Франсуа Трюффо сказал ей, что хотел бы видеть её в одном из них. В 1966 году Хичкок наконец продал свой контракт Universal Studios после того, как Хедрен появилась в двух сериалах, Kraft Suspense Theatre (1965) и Run for Your Life (id.). Студия в конечном счете освободила её от контракта после того, как она отказалась сниматься у них в телевизионном вестерне.
Одним из немногочисленных известных фильмов 1960-х годов с её участием стала картина Чарли Чаплина «Графиня из Гонконга» (1967), где она исполнила роль Марты.
В 1970-е годы Хедрен почти не снималась, а с начала 1980-х стала часто появляться на телевидении, где у неё были роли в таких сериалах, как «Отель», «Сказки тёмной стороны», «Она написала убийство», «Дерзкие и красивые», «4400» и некоторых других.

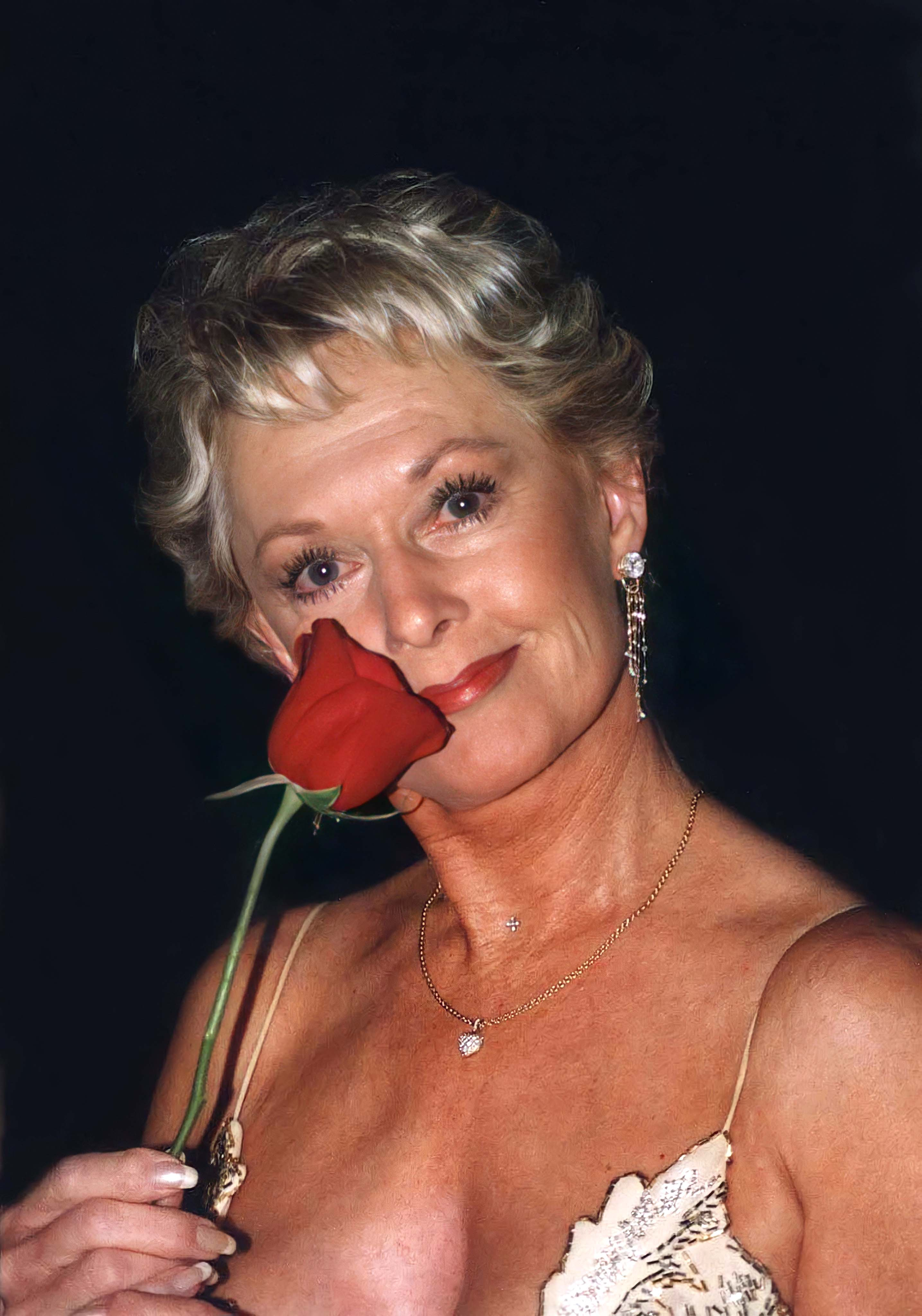
Хедрен в 2002 году

В 1994 году она появилась в сиквеле, созданном для кабельного телевидения, «Птицы 2: Край земли», в роли, отличной от той, которую она играла в оригинале. В 1996 году сыграла активистку за права на аборты в политической сатире Александра Пейна «Гражданка Рут». В 1998 году она снялась вместе с Билли Зейном и Кристиной Риччи в фильме «Я проснулся рано в день моей смерти». В том же году она снялась в качестве приглашенной звезды в телесериале «Надежда Чикаго». После появления в ряде малоизвестных фильмов в период с 1999 по 2003 год Хедрен сыграла небольшую, но эффектную роль в комедии Дэвида О. Рассела «Взломщики сердец» 2004 года в роли сквернословящей привлекательной пожилой женщины, которая шлепает Джуда Лоу в лифте.
В 2012 году Хедрен и её дочь вместе снялись в сериале «Воспитывая Хоуп». В 2013 году она появилась в роли самой себя в финале четвёртого сезона сериала «Город хищниц». В 2016 году актриса опубликовала свою автобиографию «Типпи: Мемуары», написанную в соавторстве с Линдси Харрисон через издательство William Morrow and Company, поскольку она считала, что пришло время перестать позволять всем рассказывать её историю и, наконец, рассказать её самой. В 2018 году, в возрасте 88 лет, Хедрен стала новым лицом часов и ювелирных изделий Gucci и снялась в роли таинственной гадалки в коммерческой рекламе бренда.

## Влияние
Рекламная кампания Louis Vuitton в 2006 году отдала дань уважения Хедрен и Хичкоку современной интерпретацией сцены открытия заброшенного железнодорожного вокзала из «Марни». Её образ из «Птиц» вдохновил дизайнера Билла Гейттена на создание коллекции для John Galliano Pre-Fall 2012.
Наоми Уоттс заявила, что на её интерпретацию персонажа в «Малхолланд Драйв» (2001) повлияли внешний вид и игра Хедрен в фильмах Хичкока. Уоттс и Хедрен встретились на съемках фильма «Взломщики сердец» (2004). За кадром режиссёр фильма Дэвид О. Рассел представил их друг другу, и Уоттс сказала о Хедрен: Я была очень очарована ею тогда, потому что люди часто говорили, что мы похожи.

## Личная жизнь
В 1952 году Хедрен познакомилась и вышла замуж за 18-летнего будущего менеджера по рекламе Питера Гриффита. Их дочь, актриса Мелани Гриффит, родилась 9 августа 1957 года. Они развелись в 1961 году. 27 сентября 1964 года Хедрен вышла замуж за своего тогдашнего агента Ноэля Маршалла, который позже продюсировал три её фильма. Они развелись в 1982 году. В 1985 году она вышла замуж за производителя стали Луиса Барренечеа, но они развелись в 1992 году. Хедрен была помолвлена с ветеринаром Мартином Диннесом с 2002 года до их разрыва в середине 2008 года. В сентябре 2008 года Хедрен заявила газете Sunday Times: Я жду, когда кто-нибудь снова меня околдует. Внучка Хедрен, Дакота Джонсон также актриса.
Хедрен долгое время страдала от сильных и постоянных головных болей, из-за которых она не смогла принять участие в нескольких проектах. После того, как ей вставили титановую пластину в шею, ей стало лучше, а затем она согласилась, с благословения своего врача, сыграть роль умирающей женщины в сериале «Дом моды». Пока она репетировала сцену, с потолка ей на голову упал галлон воды. Головные боли вернулись после инцидента и продолжились. Хедрен подала иск о получении компенсации в связи с её неспособностью работать. Её адвокат, Джозеф Аллен, допустил ошибку в своих беседах с обвиняемыми, что позволило им запретить ему подавать иск. Хедрен подала в суд на Аллена за халатность. В 2013 году The Hollywood Reporter сообщил, что Хедрен была присуждена компенсация в размере 1,5 миллиона долларов, в том числе 213 400 долларов за прошлые потерянные доходы и 440 308 долларов за будущие потерянные доходы, против её бывшего адвоката.

## Избранная фильмография
| Год       |    | Русское название                    | Оригинальное название          | Роль                              |
| --------- | -- | ----------------------------------- | ------------------------------ | --------------------------------- |
| 1963      | ф  | Птицы                               | The Birds                      | Мелани Дэниелс                    |
| 1964      | ф  | Марни                               | Marnie                         | Марни Эдгар                       |
| 1967      | ф  | Графиня из Гонконга                 | A Countess From Hong Kong      | Марта                             |
| 1983      | с  | Супруги Харт                        | Hart to Hart                   | Лиза Аттертон                     |
| 1985      | с  | Альфред Хичкок представляет         | Alfred Hitchcock Presents      | официантка                        |
| 1988      | с  | Отель                               | Hotel                          | Барбара Лайман                    |
| 1990      | ф  | Под покровом ночи                   | In the Cold of the Night       | Клара                             |
| 1990      | ф  | Район «Пасифик-Хайтс»               | Pacific Heights                | Флоренс Питерс                    |
| 1990—1991 | с  | Дерзкие и красивые                  | The Bold and the Beautiful     | Хелен Маклейн                     |
| 1992      | тф | Глазами убийцы                      | Through the Eyes of a Killer   | миссис Беллано                    |
| 1993      | с  | Она написала убийство               | Murder, She Wrote              | Кэтрин Ноубл                      |
| 1994      | тф | Птицы 2: Край земли                 | The Birds 2: Land’s End        | Хелен                             |
| 1996      | ф  | Гражданка Рут                       | Citizen Ruth                   | Джессика Вайсс                    |
| 1998      | с  | Надежда Чикаго                      | Chicago Hope                   | Альфреда Перкинс / Маргарет Эдгар |
| 1998      | ф  | Я проснулся рано в день моей смерти | I Woke Up Early the Day I Died | Мейлинда Остед                    |
| 2000      | с  | Провиденс                           | Providence                     | Констанс Хемминг                  |
| 2004      | ф  | Взломщики сердец                    | I Heart Huckabees              | Мэри Джейн Хатчинсон              |
| 2006      | с  | 4400                                | The 4400                       | Лили Мур Тайлер                   |
| 2008      | с  | C.S.I.: Место преступления          | CSI: Crime Scene Investigation | Карен Розенталь                   |
| 2009      | тф | Убийство по наследству              | Tribute                        | миссис Хеннесси                   |
| 2012      | с  | Воспитывая Хоуп                     | Raising Hope                   | Нана                              |
| 2013      | с  | Город хищниц                        | Cougar Town                    | в роли самой себя                 |

## Награды
- 1963 — «Золотой глобус» за лучший дебют актрисы («Птицы»)